# Doljevac
Doljevac (in serbo Дољевац?) è un villaggio e una municipalità del distretto di Nišava nel sud-est della Serbia centrale.